# Senyor retor
Senyor retor és una adaptació de Canal 9 estrenada el 19 de maig del 2011 de la sèrie de la Televisió Gallega TVG Padre Casares, que compta l'arribada d'un nou i jove retor a Sant Antoni de Benifassem, un xicotet poble fictici d'interior. La primera temporada de 13 capítols va ser estrenada el 16 de març de 2011 i es va emetre una segona.
Juntament amb altres programes fets en valencià com L'Alqueria Blanca (únic programa de la cadena en tindre xifres d'audiència del 20%), Trau la Llengua, De Temporada i Guamipi, Senyor retor va ser dels pocs programes de Canal 9 amb una mitjana superior al 5,4% d'audiència que la cadena tenia poc abans del tancament.

## Repartiment[5]
- Jordi Ballester - Don Horaci Cassany (El rector)
- Pep Cortés - Don Cosme (Anterior rector)
- Albert Forner - Batiste (L'alcalde)
- Empar Canet - Amèlia
- Rebeca Valls - Ángeles (La mestra d'escola)
- Juansa Lloret - Pepico
- Enric Juezas - Saoro
- Isabel Rocatti - Lola
- Miguel Ángel Romo - Ximo
- Rosana Espinós - Elisa
- Cristina Fenollar - Montse
- Víctor Palmero - Nelo
- Diego Braguinsky - Liseu
- Rafa Higón - (El bisbe)
- Cristina Perales - Maite
- Alba Serra - Eva
- Empar Ferrer - Empar
- Paula Rego - Cecília
- Carlos Villuendas - Pablo

### Personatges recurrents
- Pilar Matas - Puri
- María Zamora - Fina
- Laura Useleti - Marisol
- Marta Belenguer - Conxín
- Juli Disla - Don Miguel
- Manuel Gil - Quico
- Álvaro Muñoz - Felipe
- Andrés Navarro - Pascual
- Miguel Segui - David (Fill de l'alcalde)
- Teo Urbiola - Froilan

## Episodis

### Primera temporada[6]
| Capítols | Nom                                      | Emissió            |
| -------- | ---------------------------------------- | ------------------ |
| 1x01     | Senyor Retor                             | 19 de març de 2011 |
| 1x02     | On dos o tres es reuneixen en el meu nom | 25 de març de 2011 |
| 1x03     | Un toquet de color                       | 30 de març de 2011 |
| 1x04     | El secret esta en les formes             | 6 d'abril de 2011  |
| 1x05     | Sant Antoni Pelegrí                      | 13 d'abril de 2011 |
| 1x06     | La boda de l'any                         | 27 d'abril de 2011 |
| 1x07     | Confiança                                | 4 de maig de 2011  |
| 1x08     | Quico, l'apòstata                        | 11 de maig de 2011 |
| 1x09     | Pepico té plaça                          | 18 de maig de 2011 |
| 1x10     | Elisa, in love                           | 25 de maig de 2011 |
| 1x11     | Batiste contra tots                      | 1 de juny de 2011  |
| 1x12     | Qüestió de fé                            | 8 de juny de 2011  |
| 1x13     | D'haques, porcs i més bèsties            | 15 de juny de 2011 |

### Segona temporada[7]
| Capítols | Nom                                      | Emissió                |
| -------- | ---------------------------------------- | ---------------------- |
| 2x01     | Ruanda                                   | 14 de setembre de 2011 |
| 2x02     | El Moisés de Benifassem                  | 28 de setembre de 2011 |
| 2x03     | Als llimbs                               | 5 d'octubre de 2011    |
| 2x04     | Sodoma i Benifassem                      | 12 d'octubre de 2011   |
| 2x05     | El sagristà de Benifassem                | 19 d'octubre de 2011   |
| 2x06     | Santa Rita, Rita, Rita...                | 26 d'octubre de 2011   |
| 2x07     | L'ovella perduda i trobada               | 2 de novembre de 2011  |
| 2x08     | Lliura-nos, Senyor, de plagues i de mals | 9 de novembre de 2011  |
| 2x09     | Deixeu que els vellets s'acosten a mi    | 16 de novembre de 2011 |
| 2x10     | !Que ve el Bisbe!                        | 23 de novembre de 2011 |
| 2x11     | Per la creu d'en Jaume                   | 30 de novembre de 2011 |
| 2x12     | Vota don Cosme                           | 7 de desembre de 2011  |
| 2x13     | El vot és decret                         | 14 de desembre de 2011 |

## Adaptacions
- Galícia - Padre Casares, (Televisió de Galícia).
- Illes Balears - Mossèn Capellà, (IB3 Televisió).
- Andalusia - Padre Medina, (Canal Sur).

El mes de març de 2010 en els canals de televisió autonòmics, Telemadrid i Castilla La Mancha Televisión, estrenaren una sèrie de televisió similar, doblada al castellà.